# Національно-патріотичне виховання в Україні
Національно-патріоти́чне виховання — спрямована на дітей та молодь комплексна системна і цілеспрямована діяльність органів державної влади, громадських організацій, сім'ї, освітніх закладів, інших соціальних інститутів щодо формування у молодого покоління високої патріотичної свідомості, почуття вірності, любові до Батьківщини, турботи про благо свого народу, готовності до виконання громадянського і конституційного обов'язку із захисту національних інтересів, цілісності, незалежності України, сприяння становленню її як правової, демократичної, соціальної держави. 
В Україні національно-патріотичне виховання є одним із пріоритетних напрямів діяльності держави та суспільства щодо:
- розвитку національної свідомості на основі суспільно-державних (національних) цінностей (самобутність, воля, соборність, гідність);
- формування у громадян:
  - почуття патріотизму;
  - поваги до Конституції і законів України;
  - соціальної активності та відповідальності за доручені державні та громадські справи;
  - готовності до виконання обов'язку із захисту незалежності та територіальної цілісності України;
- сповідування європейських цінностей[2].

Основою національно-патріотичного виховання в Україні є утвердження поваги до державної мови, піднесення її престижу серед громадян. 
Патріотичне виховання є складовою національного виховання, головною метою якого є становлення самодостатнього громадянина-патріота України, гуманіста і демократа, готового до виконання громадянських і конституційних обов'язків, до успадкування духовних і культурних надбань українського народу, досягнення високої культури взаємин. Воно сприяє єднанню українського народу, зміцненню соціально-економічних, духовних, культурних основ розвитку українського суспільства і держави.

## Складові національно-патріотичного виховання
Основними складовими національно-патріотичного виховання є:
- громадянсько-патріотичне виховання;
- військово-патріотичне виховання;
- духовно-моральне виховання[2].

Урядом запропоновано для забезпечення національно-патріотичного виховання дітей та молоді у 2018-2020 рр. під час підготовки законів України у сфері освіти підготовку окремих статей про державницьке, громадянське, національно-патріотичне, правове, екологічне виховання.

### Військово-патріотичне виховання
Військово-патріотичне виховання визначено складовою національно-патріотичного виховання, що в часи воєнної загрози стає пріоритетом національно-патріотичного виховання. Військово-патріотичне виховання орієнтоване на формування у зростаючої особистості готовності до захисту Вітчизни, розвиток бажання здобувати військові професії, проходити службу у Збройних Силах України як особливому виді державної служби. Його зміст визначається національними інтересами України і покликаний забезпечити активну участь громадян у збереженні її безпеки від зовнішньої загрози.

## Предмети уваги національно-патріотичного виховання
- Національна ідея
- Національна культура
- Рідна мова
- Історія народу і держави
- Самовизначення, самоідентифікація
- Категорії Батьківщини (мала і велика Батьківщина)
- Лідери та герої народу, нації, держави
- Рідний край, місто, село
- Рідні мати, батько

## Бажані результати національно-патріотичного виховання
Як наслідок людина, громадянин чи представник певної нації або національності:
- розуміє і поділяє сутність національної ідеї;
- є носієм національної культури;
- своєю професійною діяльністю сприяє економічному, науковому, культурному зростанню Батьківщини;
- любить і відстоює рідну мову, користується нею;
- любить, захищає і відстоює рідну країну / державу / територію;
- любить, захищає і відстоює свої звичаї, традиції;
- любить, захищає і підтримує співгромадян з патріотичним способом мислення;
- постійно відчуває гордість за вищенаведене і приналежність до цих категорій.

## Національно-патріотичне виховання в Україні
Упродовж практично всього 20 століття, унаслідок перебування України у складі Російської імперії або СРСР, поняття батьківщини не було однозначним; подібно ж і «патріотичне виховання» здійснювалося у двох руслах. Робота проукраїнськи-настроєної частини інтелігенції по прищепленню молоді українського патріотизму зустрічала не тільки сильну протидію з боку органів державної влади, але й виразний психологічний опір більшості населення.
Ефективнішим явилася діяльність радянського уряду: не лише пропагування російської, як мови міжнародного спілкування на терені СРСР, як і поширення поняття спільної радянської вітчизни, так і прагнення формувати т.зв. «радянця», людини із затертими національними ознаками.
За роки незалежності України в східних і південних регіонах країни офіційна урядова позиція змінилася, проте опір такій позиції не тільки не ослаб — але й навіть подекуди набрав агресивних форм. Важливим фактором, що сприяє зростанню розшаровування в суспільітві є те, що задача патріотичного виховання на практиці нерідко здійснюється швидкими казенно-бюрократичними заходами, не приймаючи до уваги побажання місцевого населення .
За роки незалежності України яскраво проявилися негативні наслідки[джерело?] відсутності належного патріотичного виховання (як на Сході, так і на Заході України), зокрема:
- масова трудова еміграція («четверта хвиля»), яка привела до втрати, за експертними оцінками, понад 7 млн чол.[джерело?];
- невідповідність дій еліт відносно очікувань та сподівань українського народу;
- неготовність частини творчої інтелігенції до довготривалого творчого процесу підвищення конкурентоздатності української культури, мови;

3 квітня 2006 року при Апараті Ради національної безпеки і оборони створено робочу групу з питань патріотичного виховання молоді, яка ініціює розробку загальнодержавної концепції патріотичного виховання молодих людей. До її складу входять провідні спеціалісти державних органів України, зокрема, Мінмолоді та Міносвіти, представники громадських, у тому числі молодіжних організацій та творчої інтелігенції, відомі науковці. Крім того, до роботи групи залучено широкий загал вітчизняних теоретиків та практиків, які працюють у сфері виховання молоді.
26 березня 2015 року Міністерство освіти і науки України затвердило «Концепцію національно-патріотичного виховання дітей та молоді на 2015-2019 роки». Концепцією передбачено декілька етапів впровадження національно-патріотичного виховання дітей та молоді. Зокрема, у 2015 році планується створити нормативно-правове підґрунтя та інформаційно-методичне забезпечення для здійснення національно-патріотичного виховання. Також буде створено Центр патріотичного виховання, що функціонуватиме у підпорядкуванні МОН та інформаційний ресурс, присвячений національно-патріотичній тематиці.
На другому етапі (2016-2017) передбачалося: розроблення програм, навчально-методичних посібників з предметів гуманітарно-соціального спрямування для дошкільних, загальноосвітніх, позашкільних та вищих освітніх закладів, спрямованих на патріотичне виховання дітей та молоді; підготовка та видання науково-методичних посібників і методичних рекомендацій з організації виховних заходів, роботи клубів, центрів патріотичного виховання.
Упродовж 2018-2019 років повинен був проведений моніторинг системи патріотичного виховання дітей та молоді за допомогою соціологічних опитувань, анкетування, психологічного тестування. Також планувалося провести науково-методичні конференції, створити банк педагогічного досвіду, провести корекцію навчально-виховних впливів з урахуванням результатів моніторингу. 
У той же час з'явилися й громадські ініціативи щодо патріотичного виховання дітей та молоді. Зокрема, громадська організація Інститут саморозвитку людини «Самріті» запропонувала навчальний посібник «Курс юного патріота», який запропонував доповнити класичні три компоненти навчального процесу (розвиваючий, навчальний, виховний) психологічно-терапевтичною та емоційно-корекційною складовою, яка являє собою четвертий компонент, що, на переконання автора, є нагальною потребою у сучасній школі. Перший навчальний посібник з патріотичного виховання «Курс юного патріота» для дітей віком від 9 років було презентовано у Києві у 2015 році.
18 травня 2019 року, з метою подальшого розвитку в суспільстві національної свідомості, формування почуття патріотизму на засадах духовності та моральності, популяризації духовно-культурної спадщини Українського народу, а також активізації взаємодії органів державної влади, органів місцевого самоврядування та громадських об'єднань у питаннях національно-патріотичного виховання, Указом Президента України було затверджено «Стратегію національно-патріотичного виховання» (на 2020–2025 роки). Зазначена Стратегія втратила чинність на підставі Указу Президента України Володимира Зеленського № 608/2024 від 4 вересня 2024 року.

### Інститут проблем виховання
Теоретико-методологічною, дослідно-експериментальною роботою та підготовкою навчальної та методичної літератури з виховної проблематики займається Інститут проблем виховання Національної академії педагогічних наук України.
 
Дослідження Інститутом проводяться у двох основних напрямах: 
- виховання як суспільне явище;
- науково-методичне забезпечення національної системи виховання в різних соціальних інститутах[8].